# Thomas Say
Thomas Say (Filadelfia, 27 giugno 1787 – New Harmony, 10 ottobre 1834) è stato un naturalista, entomologo, zoologo, malacologo e carcinologo statunitense.
È considerato il fondatore dell'entomologia negli Stati Uniti.

## Biografia
Thomas Say nacque a Filadelfia in un'importante famiglia  quacchera. Fu nipote di John Bartram, suo zio fu William Bartram, di cui Say da ragazzo visitò le collezioni di lepidotteri e coleotteri.
Say divenne un farmacista nella sua città natale, ma il suo interesse s'indirizzo presto verso la natura e divenne un naturalista autodidatta. Nel 1812 divenne socio fondatore dell'Accademia delle Scienze Naturali di Filadelfia (ANSP).
Nel 1816 incontrò Charles Alexandre Lesueur (1778-1846), un naturalista francese, malacogo e ittiologo che diventò un membro dell'accademia e successivamente curatore, tra il 1816 e il 1824.
Say cominciò la stesura di American Entomology all'Accademia.
Egli iniziò una serie di spedizioni per collezionare specie d'insetti. Queste spedizioni non erano esenti da rischi, infatti ci si trovava a fronteggiare attacchi dagli indiani, pericoli alle frontiere e altri innumerevoli rischi dovuti all'attraversamento di terre inesplorate.
Nel 1818 Say accompagnò il suo amico William Maclure (1763-1840), presidente dell'ANSP (dal 1817 al 1840) e il padre della geologia americana, Gerhard Troost, un geologista, e altri membri dell'Accademia in una spedizione geologica sulle isole della Georgia e della Florida, allora colonia spagnola.
Nel 1819-1820, il maggiore Stephen Long guidò un'esplorazione delle Montagne Rocciose e degli affluenti del fiume Missouri con Thomas Say come zoologo. Il resoconto ufficiale dell'esplorazione incluse la prima descrizione del coyote, della volpe americana, del tiranno occidentale, della colomba fasciata, dello scricciolo di roccia, del lucherino minore americano,del passero calandra, del papa lazuli e della beccavermi corona arancio
Nel 1823, Say seguì come capo zoologo nella spedizione di Long alla foce del fiume Mississippi.
Thomas Say viaggiò sul famoso "Boatload of Knowledge" (dall'inglese "Carico di Conoscenza") verso una utopica società sperimentale, la "New Harmony Settlement" nell'Indiana (1826-1834), un esperimento di Robert Owen. Uno dei passeggeri, era Lucy Way Sistare, che Say sposò in segreto presso New Harmony il 4 gennaio 1827. Ella era un'artista ed un'illustratrice di esemplari (nel libro American Conchology) e divenne il primo membro donna dell'Accademia. Say era accompagnato da Maclure, Lesueur, Francis Neef, un educatore, e Gerhard Troost. Lì, in seguito conobbe un altro naturalista, Constantine Samuel Rafinesque-Schmaltz (1783-1840).
Nell'insediamento di New Harmony, Thomas Say, continuò il suo monumentale lavoro descrivendo insetti e molluschi, creando i due classici:
- American Entomology, or Descriptions of the Insects of North America (Descrizione degli Insetti del Nord America), 3 volumi, Philadelphia, 1824-1828.
- American Conchology, or Descriptions of the Shells of North America Illustrated From Coloured Figures From Original Drawings Executed from Nature (Descrizione delle Conchiglie del Nord America, Illustrati da figure colorate da disegni originali tratti dalla natura), Parti 1 - 6, New Harmony, 1830-1834; Parte 7, Philadelphia, 1836.

Durante gli anni vissuti a New Harmony, sia Say che Lesueur vissero notevoli difficoltà. Say fu un uomo modesto e umile, vivendo in modo frugale, come un eremita, abbandonò le attività commerciali e si dedicò completamente ai suoi studi.
Morì, apparentemente di tifo addominale, a New Harmony, Indiana, il 10 ottobre 1834, all'età di 47 anni.

## Riconoscimenti
Say descrisse oltre mille nuove specie di Coleoptera e oltre quattrocento specie di insetti di altri ordini. Nessuno prima di lui scoprì da solo così tante nuove specie.
Altri zoologi gli dedicarono numerose specie come:
- Dyspanopeus (Neopanope) sayi  (Smith, 1869)
- Lanceola sayana (Bovallius, 1885), un anfipode della famiglia Lanceolidae
- Sayornis saya (Bonaparte, 1825), un uccello della famiglia Tyrannidae.

| Say è l'abbreviazione standard utilizzata per le specie animali descritte da Thomas Say. Categoria:Taxa classificati da Thomas Say |